# Boller i selleri
Boller i selleri er en klassisk dansk middagsret af kogte svinekødsboller og tern af knoldselleri.
Retten er blevet karakteriseret som mormormad og husmandskost og noget typisk dansk.